# Maga (empresa de doblaje)
Maga fue una empresa de doblaje brasileño, su sede fue en São Paulo, durante los años de 1980 y comienzos de 1990. Maga (abreviatura de Marcelo Gastaldi, propietario de la empresa), se creó luego de que fuera cerrada la empresa Com-Arte (Con Arte) y obtuvo a sus trabajadores de la empresa de Silvio Santos (SBT).
Maga doblo muchas producciones en Brasil, entre ellas, los éxitos El Chavo del Ocho y El Chapulín Colorado. Pero gracias a su eslogan usada en las producciones dobladas: "Versão Maga, dublada nos estúdios da TVS" (Versión Maga, doblada en los estudios de la TVS) (SBT en ese tiempo) fue cortada por las emisoras que recibían los programas , justamente por facilitar el comercio del producto entre las otras emisoras. Por desgracia, al paso del tiempo, programas doblados por la empresa MAGA volverían a ser doblados para la TV y DVD en Brasil
Esta empresa funcionaba en el antiguo estudio de la SBT en la "Vila Guilherme" en São Paulo que se localizaba en la calle Dona Santa Veloso, 575 (actualmente ahí funciona la Iglesia Bíblica de la Paz) y después pasó para los estudios Marshmallow, que pertenecían a Mário Lúcio de Freitas, amigo de Gastaldi y responsable de la dirección, traducción y adaptación musical de muchas producciones de Maga, incluso de El Chavo del Ocho y El Chapulín Colorado, Cuando murió Marcelo Gastaldi, en 1995, cerró la empresa.
- Datos: Q10323000